# 海因里希·冯·克莱斯特
贝恩德·海因里希·威廉·冯·克莱斯特（德語：Bernd Heinrich Wilhelm von Kleist，1777年10月18日奥得河畔法兰克福—1811年11月21日萬湖），德国诗人、戏剧家、小说家。

## 生平
克莱斯特的家族是普鲁士传统的军事世家克莱斯特家族，出现了许多的高级将领。父亲约阿希姆·弗里德利希·冯·克莱斯特曾参加七年战争，官至少校，于1788年去世。
年幼时的克莱斯特即显示出文学才华。但遵循家族传统，1792年，加入波茨坦的近卫军团成为军官。翌年母亲去世，即请假料理丧事。过后参加了普鲁士、奥地利联军干涉法国革命的战争。因不喜欢军队刻板的生活，1799年退役。
当年，克莱斯特进入奥得河畔法兰克福大学学习法律及自然科学，并与一将军的女儿订婚。1800年，在柏林的普鲁士税务工商部谋得差事。由于厌恶官僚主义作风，一年后放弃公职。
去职后的克莱斯特沉浸在康德的哲学中，打算去巴黎推广康德思想，并提高自身法语水平。1801年4月，与姐姐乌尔里克前往巴黎。首先在德累斯顿欣赏艺术品。7月抵达巴黎。在巴黎他观察法国的社会生活，积累了日后写作的素材。
之后他又在瑞士等地游历。1803年初来到魏玛，在作家维兰德家中做客。之后又去了莱比锡、伯尔尼、米兰、日内瓦等地，最后二进巴黎。在巴黎，普鲁士特使敦促他回国。他回到美因茨，修养五个月。过后几年，他不断出现在巴黎，甚至还在科布伦茨做木匠过活。这时期他一边工作一边写作，剧作不断。
1807年他从柯尼斯堡到柏林，被法国人当作间谍拘捕，送往法国关押。7月获释。他去了德累斯顿生活两年。打算开书店，但并未实现。1808年1月，与友人亚当·米勒创办艺术杂志“菲布斯”，刊载他的剧本《彭忒西勒亚》和小说《O侯爵夫人》。一年后杂志停刊。他的代表作《破瓮记》在魏玛上演，惨遭失败。
1808年，他的剧本《赫尔曼战役》完成，为反拿破仑的起义者所赏识。1810年，他创办《柏林晚报》，抨击普鲁士的亲拿破仑政策，反对拿破仑的侵略。这份报纸为德国晚报的先驱。
克萊斯特也擅長於敘事體，並曾出版他的《中篇故事集(Erzählungen)》(1810出版第一部，1811出版第二部)。此出版中，最為著名的是《米迦勒·寇哈斯》，是一篇改編自真實歷史事件的小說，在馬丁路德時代，一位勃兰登堡的馬商對一位領主發起私人戰爭的故事，被多次改編成電影與致敬於其他的小說。其中《智利地震》、《聖塞西莉亞──音樂的力量》、《伯爵夫人O》也都是其中的著名作品。
但此时的克莱斯特仍然生活无着，靠堂姐为他申请的年金过活，为普鲁士上层社会所歧视。生活的不顺、事业的失败使他喘不过气。1811年11月21日，克莱斯特自杀身死。
生前痛苦的克莱斯特，终于在19世纪末得到肯定。
他的剧作，尤其是悲剧，独树一帜，在德国文学史上留下重重一笔。代表作《破瓮记》与莱辛的《明娜·封·巴尔赫姆》、豪普特曼的《獭皮》并称为德国三大喜剧。同时，他也是德国志怪小说的大师，代表作《智利地震》。他还是“逸事”文学体的创始人。并且是一位出色的报人。

## 延伸阅读
- Banham, Martin, ed. (1998). The Cambridge Guide to Theatre. Cambridge: Cambridge University Press. ISBN 0-521-43437-8.
- Croce, Benedetto (1924). "Kleist." In: European Literature in the Nineteenth Century. London: Chapman & Hall, pp. 52–59.
- Helbling, Robert (1975). The Major Works of Heinrich von Kleist. New York: New Directions. ISBN 0-8112-0563-0.
- Jacobs, Carol (1989). Uncontainable Romanticism: Shelley, Brontë, Kleist. Baltimore: Johns Hopkins University Press.
- Hampp, Bernhard (2017). Wo das Käthchen aus dem Fenster sprang. Kleist-Archiv Sembdner in Heilbronn. In: Bernhard Hampp: Schwaben erlesen! Württemberg für Literaturfreunde und Bibliophile. Messkirch: Gmeiner Verlag. ISBN 978-3839221235. pp 135–136.
- Lamport, Francis John (1990). German Classical Drama: Theatre, Humanity and Nation, 1750–1870. Cambridge: Cambridge University Press. ISBN 0-521-36270-9.
- Maass, Joachim (1983). Kleist: A Biography. New York: Farrar, Straus, and Giroux.
- McGlathery, James (1983). Desire's Sway the Plays and Stories of Heinrich von Kleist. Detroit: Wayne State University Press.  ISBN 978-081431-734-1.
- Meldrum Brown, Hilda (1998). Heinrich Von Kleist The Ambiguity of Art and the Necessity of Form. Oxford: Clarendon Press. ISBN 0-19-815895-5.
- Minde-Pouet, Georg (1897). Heinrich von Kleist, seine Sprache und sein Stil. Weimar: Emil Felber.
- Ohff, Heinz (2004). Heinrich von Kleist: Ein preussisches Schicksal. Munich: Piper Verlag ISBN 3-492-04651-7
- Parry, Idris (1988). "Kleist on Puppets." In: Speak Silence: Essays. Manchester: Carcanet.
- Servaes, Franz (1902). Heinrich von Kleist. Leipzig: E. A. Seemann.
- Siebert, Eberhard (2009). Heinrich von Kleist – eine Bildbiographie. Heilbronn: Kleist-Archiv Sembdner ISBN 978-3-940494-59-7
- Staengle, Peter (2009). Kleist. Sein Leben. Heilbronn: Kleist-Archiv Sembdner ISBN 978-3-940494-44-3
- Steig, Reinhold  (1901). Heinrich von Kleists Berliner Kämpfe. Berlin: W. Spemann.
- （德語）, （英語） Dirk de Pol (2021). Das Erhabene bei Kleist. （页面存档备份，存于） In: Dirk de Pol: Epochensplitterbruch. Pandavia, Berlin, S. 24–52. ISBN 978-3-7531-5486-2